# Arnela Odžaković
Arnela Odžaković (Trebinje, Bosna i Hercegovina, 5. rujna 1983.), bosanskohercegovačka karatistica.
Arnela se počela baviti karateom u osmoj godini života. Ratne godine 1992. – 1995. provodi u opkoljenom Goraždu i četiri godine pauzira sa sportom. Dolazi u Sarajevo 1996., gdje postaje član karate kluba "Sensei" pod vodstvom trenerice Merite Tirić-Čampara. Prelazi u karate klub Bushido 2000. Osvojila je više od 150 medalja na domaćim i međunarodnim natjecanjima. Diplomirala je na Fakultetu za sport i tjelesni odgoj Sveučilišta u Sarajevu.
Proglašena je sportašicom godine u Bosni i Hercegovini za 2005., 2006., 2007., 2008. godinu

## Uspjesi
- Dvostruka juniorska prvakinja Europe, ekipno i pojedinačno.[1]
- Višestruka prvakinja Balkana,
- Osvajačica trećeg mjesta na Svjetskom juniorskom prvenstvu ekipno,
- Višestruka prvakinja države,
- Osvajačica zlatne medalje na Mediteranskim igrama,
- Peta na Svjetskom seniorskom prvenstvu 2006.,
- Doprvakinja Europe 2007. godine pojedinačno i doprvakinja Europe ekipno,
- Doprvakinja Europe 2008. godine pojedinačno i treće mjesto ekipno.
- Prvakinja na Svjetskim igrama 2009. - Kaohsingu (Tajvan)pojedinačno.
- Proglašena je sportašicom godine u Bosni i Hercegovini za 2005., 2006., 2007., 2008. godinu.